# Josef Mauracher
Josef Mauracher (* 2. Februar  1845 in Zell am Ziller, Tirol; † 5. Februar 1907 in St. Florian, Oberösterreich) war ein österreichischer Orgelbauer aus dem Zillertal. Er war der älteste der drei Söhne des Orgelbauers Matthäus Mauracher d. Ä. (1818–1884) aus der Zeller Linie der Orgelbauerfamilie Mauracher.

## Leben
Josef richtete 1880 in Hohenbrunn (Gemeinde Sankt Florian) einen Zweigbetrieb ein. Am 16. März 1891 wurde ihm der Titel eines k. u. k. Hoforgelbauers verliehen. Nach seinem Ableben führte kurzzeitig sein Bruder Matthäus Mauracher II (1859–1939) den Betrieb weiter. Anschließend wurde er von der Witwe fortgeführt, schließlich von den Söhnen Matthäus Mauracher III (1885–1954) und Anton Mauracher (1896–1962) unter dem Namen „Gebrüder Mauracher“ gemeinsam geführt.

## Werke

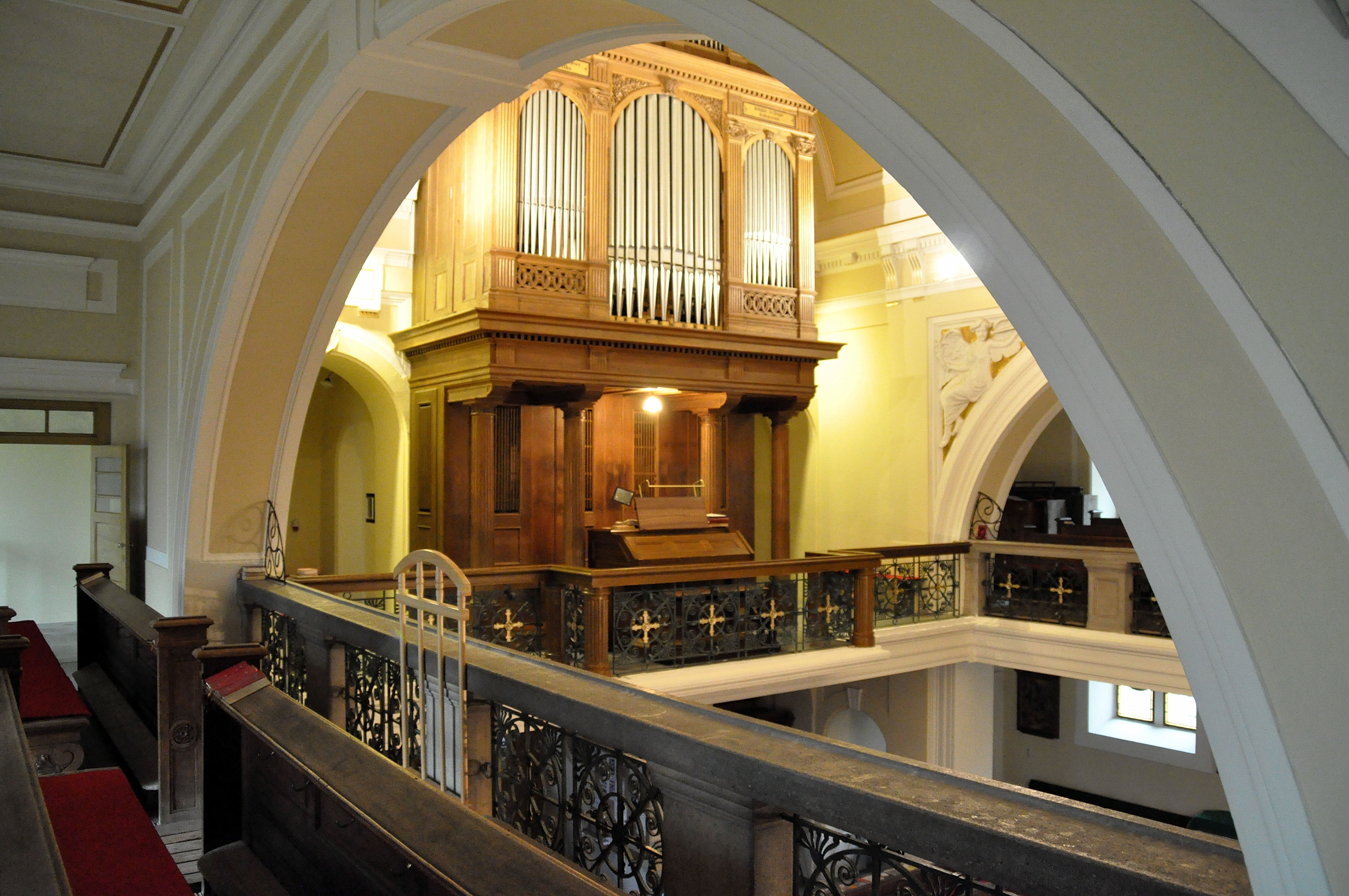
Die Mauracher-Eisenbarth-Orgel in Pörtschach am Wörther See

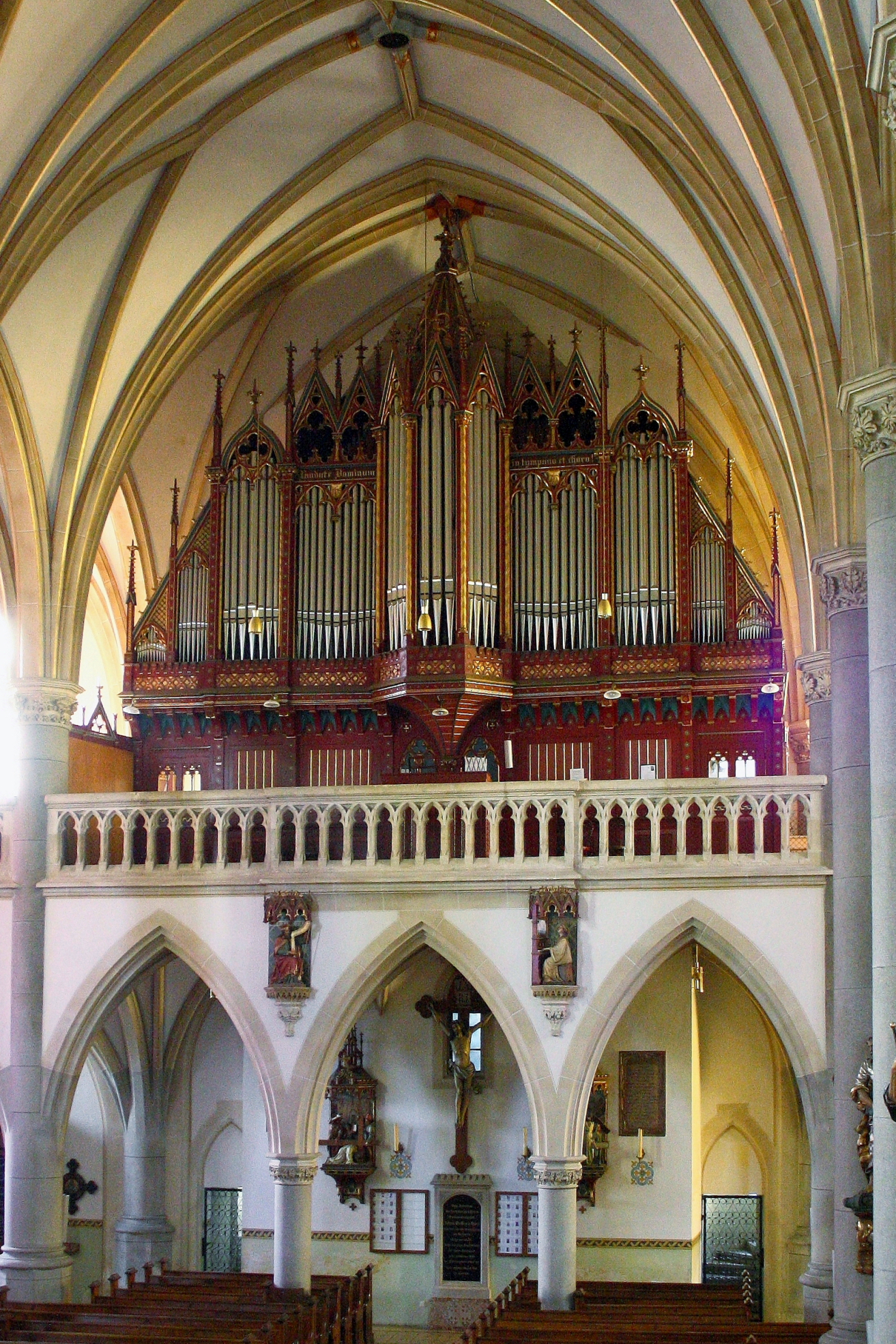
Die Mauracher-Orgel in der röm.-kath. Pfarrkirche Schwanenstadt

- 1882 in Linz, Oberösterreich (1. Klosterkirche)[1]
- 1882 in Mautern, Steiermark (Vergrößerung der Klosterkirchenorgel)[2]
- 1888 in Pfarrkirche Schwarzenbach bei Wiener Neustadt;
- 1891 in der Pfarrkirche Hall bei Admont, Steiermark
- 1896 in Pfarrkirche Weißenalbern, Niederösterreich
- 1897 in Mauthausen, Oberösterreich (Pfarrkirche; im Jahr 2000 in Druskininkai/Litauen aufgestellt)[3]
- 1897 in St. Pankraz, Oberösterreich (Pfarrkirche)[4]
- 1899 in Wien-Neubau (Lazaristenkirche; Erweiterung auf 42 Register)[5][6]
- 1903 in St. Florian, Oberösterreich (Marienkapelle im Kloster)[7]
- 1903 in Pfarrkirche Korneuburg
- 1905 in Schwanenstadt, Oberösterreich (Stadtpfarrkirche)[8]
- 1906 in Pörtschach am Wörther See, Kärnten (Pfarrkirche; 2008 erfolgte von der Firma Eisenbarth in Passau ein Neubau mit 29 Registern, wobei das Orgelgehäuse sowie ein großer Teil der Metallpfeifen der alten 16-Register-„Mauracher-Orgel“ wiederverwendet wurde)[9]